# Иоанн Кронштадтский (пароход)
«Иоа́нн Кроншта́дтский» — винтовой пароход (владелец — А. Немчинов); с 1907 г. «Север» (владельцы — М. С. Менделевич и С. М. Чепкасов); с 1912 г. «Полярный» (владелец — П. Кушнарев); с 1922 г. национализирован; с 1931 г. «Кальвиц» — назван в честь одного из первых полярных лётчиков О. А. Кальвица, разбившегося на берегах Лены. Вошел в историю благодаря тому, что в 1897 г. на нём совершил своё первое арктическое плавание адмирал С. О. Макаров.

## Предыстория

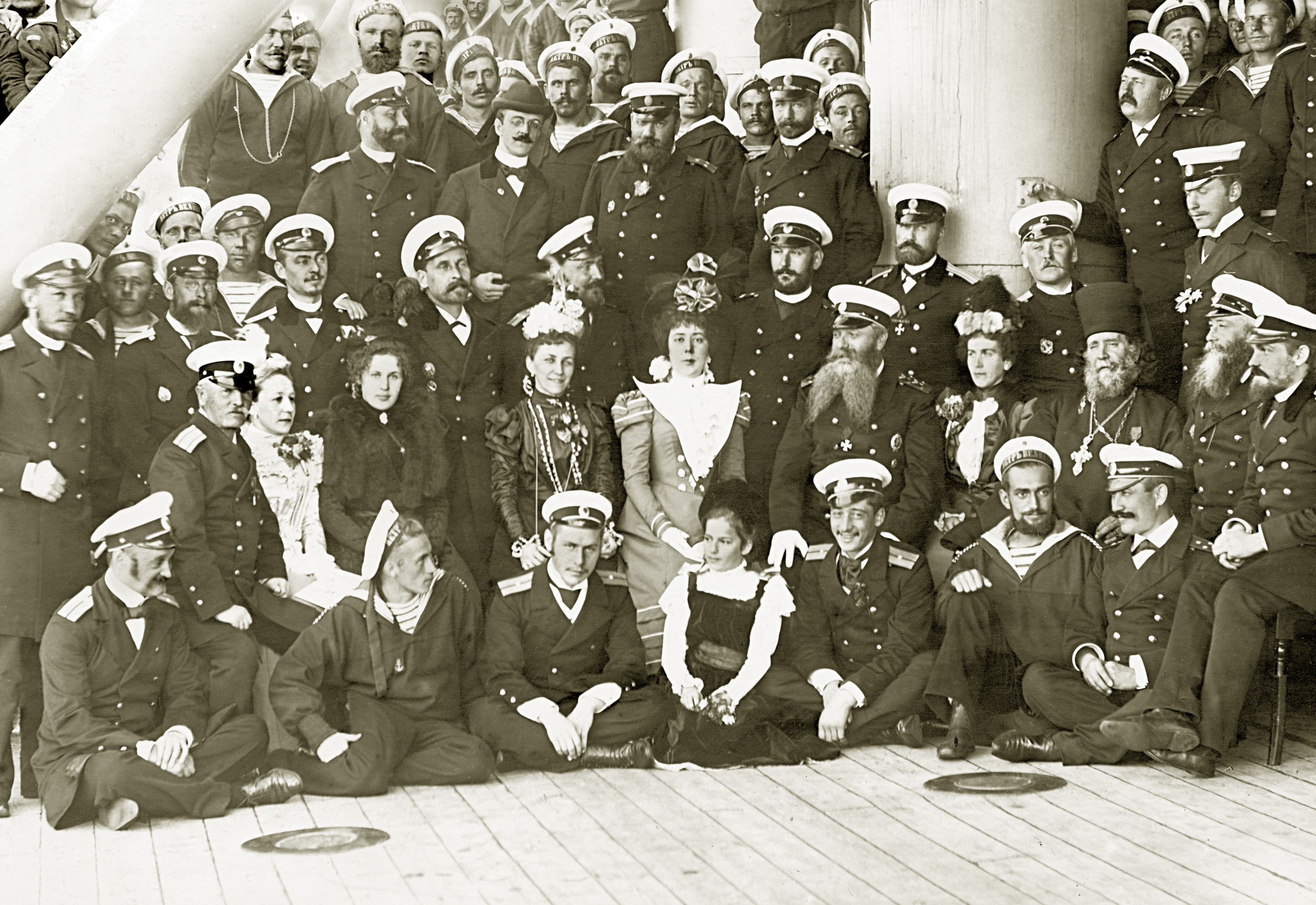
Прием на броненосце «Петр Великий» по поводу присвоения С. О. Макарову звания вице-адмирала. С. О. Макаров с женой — в центре. Через ряд над ним — К. Ф. Шульц. М. П. Васильев — крайний справа во втором ряду. Август 1896 г.

В январе 1896 г., вернувшись с Дальнего Востока, контр-адмирал С. О. Макаров был назначен старшим флагманом Практической эскадры Балтийского моря. Флаг командующего он держал на броненосце «Петр Великий», где собрал в своем штабе давних единомышленников. Его основной опорой стали капитан 2-го ранга М. П. Васильев и лейтенант К. Ф. Шульц. Именно в это время, никогда ранее не помышлявший о плавании в северных широтах, С. О. Макаров с друзьями стал обсуждать идею арктической экспедиции. Прекрасно сознавая, что издавна уже немалое число мореходов с риском для жизни пытались покорить Северный Ледовитый океан, С. О. Макаров взглянул на этот вопрос по-новому. Он сразу заговорил о том, что полноценное исследование Арктики достижимо только с использованием судов нового типа — ледоколов.
Возможно, вспомнились ему события 1894 г. когда на американских Великих озёрах он впервые наблюдал работу мощных ледоколов. Свою роль Макаров видел не просто в организации очередной полярной экспедиции, но в исследовании возможности проводки судов из Европейской части страны к устью Оби и Енисея, а возможно и ещё дальше — на Дальний Восток. Этот путь стал бы кратчайшим и вместе с тем независимым от других государств. По существу, это была впервые высказанная идея прокладки Северного морского пути.
Уже в 1897 года Макаров трижды выступал с докладами о планах исследования Арктики при помощи ледоколов. Лекцию, прочитанную 30 марта 1897 года, своим посещением удостоили великие князья Константин Константинович и Александр Михайлович, герцоги Георгий Георгиевич и Михаил Георгиевич Мекленбургские, герцог Саксен-Альтенбургский, многие именитые члены Государственного Совета. Именно в тот день адмиралу удалось разрушить стойкое мнение, будто Северный Ледовитый океан никогда не будет доступен для систематического плавания. Со всей очевидностью он показал, что тяжелые арктические льды могут быть покорены мощными ледоколами. Эту лекцию Макаров так и назвал «К Северному полюсу — напролом». Глубокий анализ мировой практики и строгие математические расчеты позволили ему обосновать необходимость постройки сразу двух ледоколов водоизмещением по шесть тысяч тонн каждый. По мнению адмирала, это позволило бы осуществить (цит.):
«1. Научное исследование всего Ледовитого океана, на котором огромная область, две тысячи верст длиною и полторы тысячи шириною, ни разу не была посещена ни одним путешественником.
2. Открытие правильного грузового пароходного сообщения с Обью и Енисеем в летнее время.
3. Открытие правильного грузового пароходного сообщения с Петербургом в зимнее время».
С этого момента события стали развиваться стремительно. Уже в начале июня с программой освоения Северного Ледовитого океана он встретился с министром финансов С. Ю. Витте. Крайне осторожный Витте не высказал своего однозначного мнения, но, как писал Макаров, пришел к заключению, что «прежде, чем что-либо предпринять, полезно чтобы я побывал в Карском море и ознакомился с состоянием пути на Обь и Енисей».
Макаров согласился с этой мыслью и стал действовать незамедлительно. Морское министерство не смогло для этой цели предоставить адмиралу судно, и он решил совершить свою первую полярную экспедицию на одном из торговых пароходов, которые ежегодно летом, с риском оказаться затертыми льдами, возили грузы к устью Енисея.

## Арктическое плавание С. О. Макарова на «Иоанне Кронштадтском»
Уже 29 июня Макаров в одиночку выехал в Стокгольм, а оттуда в Норвежский порт Хаммерфест, где обычно собирались такие караваны. Среди прочих здесь оказался небольшой пароход «Иоанн Кронштадтский». Он только недавно был построен в Англии и принадлежал купцу А. Немчинову, который намеревался северным путём, пройдя Енисей и Ангару, переправить свой пароход на Байкал. Немчинов предложил Макарову воспользоваться его судном для того, чтобы достичь Енисея и, конечно, получил немедленное и благодарное согласие. Есть версия, что первоначально пароход Немчинова назывался иначе, и «Иоанном Кронштадтским» он стал по просьбе Макарова.

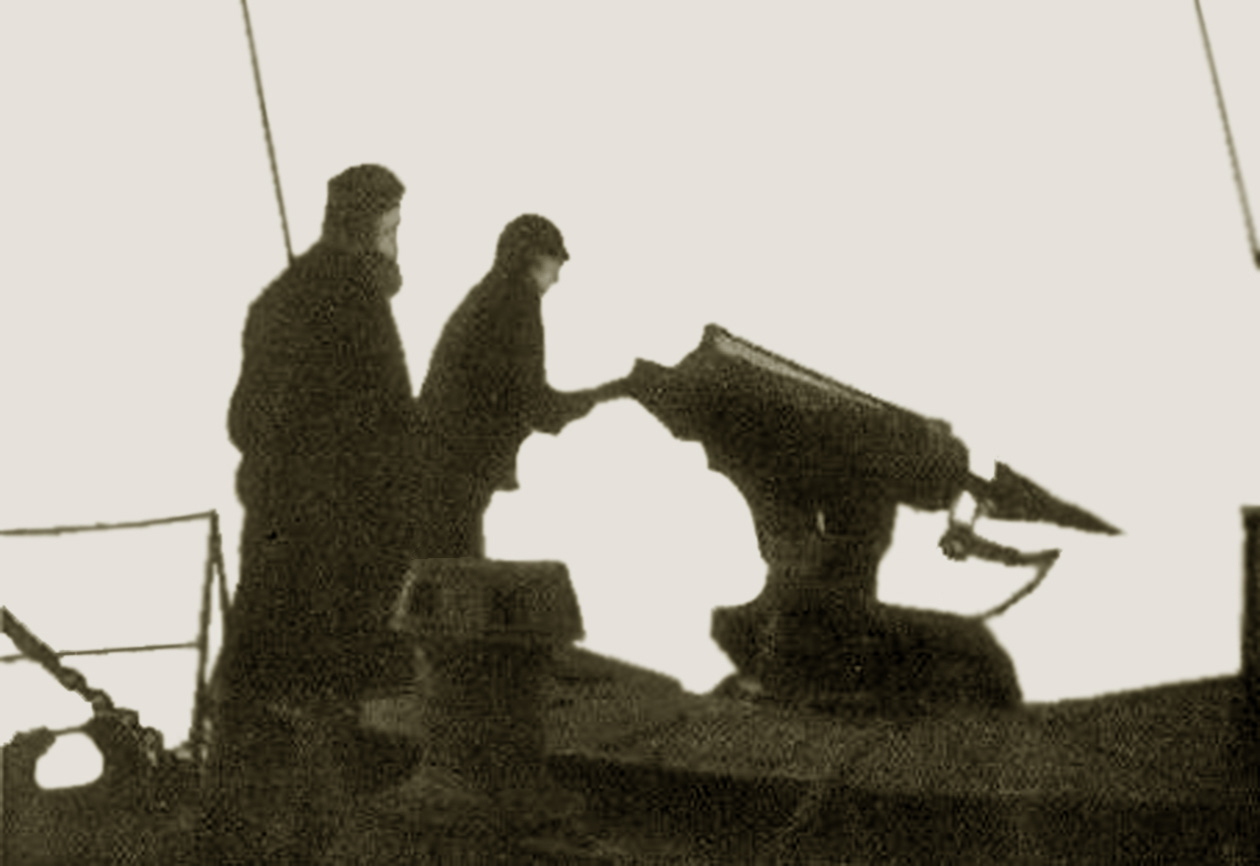
Адмирал Макаров (слева) на китобойном судне. 1897 г. Иллюстрация из книги С. О. Макарова «„Ермак“ во льдах»

Сначала из Хаммерфеста «Иоанн Кронштадтский» должен был перейти в порт Вардё, где формировался караван судов, отправлявшихся кто в Баренцево, а кто и дальше — в Карское море. С. О. Макаров уговорил Немчинова дождаться в Хаммерфесте своего помощника лейтенанта Константина Шульца, а пока, не теряя времени, совершил на датском пароходе «Лофотен» плавание до Шпицбергена. 14 июля, когда Степан Осипович вернулся в Хаммерфест, к нему присоединился прибывший из Петербурга лейтенант К. Ф. Шульц. На следующий день, теперь уже вдвоем, они погрузились на пароход «Иоанн Кронштадтский» и отправились в Вардё. Здесь пришлось провести ещё несколько дней, и энергичный С. О. Макаров тут же свел знакомство с норвежскими китобоями, а также некоторыми командирами других русских пароходов. Вместе с Шульцем, дожидаясь отплытия каравана, Макаров совершил несколько небольших походов к ближайшим портам, поучаствовал в охоте на китов, которая к его удовольствию завершилась без жертв.
Наконец, 31 июля 1897 года караван был собран и путешествие началось. В этот год условия плавания в арктических морях были на редкость благоприятны, льды отступили далеко на север, и караван за очень короткий срок без всяких помех дошел до устья Енисея. Тем не менее, адмиралу удалось сделать массу важных наблюдений. Вот что он сам об этом писал:
«Представитель Немчинова Фома Робертович Вардроппер, на пароходе которого я с лейтенантом Шульцем шел, сделал все возможное для нашего комфорта и угощал нас чисто по-сибирски. Он всегда находил претекст к тому, чтобы лишний раз закусить и подкрепиться, но, главное, сделал возможные удобства для гидрологических наблюдений. Флотилия шла не более шести узловым ходом, а потому, когда нужно было сделать станцию для глубоководных наблюдений, то пароход „Иоанн Кронштадтский“ забегал вперед и останавливался, а затем, по окончании работ, полным ходом догонял остальные суда. Кроме наблюдений на станциях, мы делали ещё и ежечасовые наблюдения. Я чередовался с лейтенантом Шульцем. С вечера начинал наблюдения делать он, а в 4 часа утра будил меня. Днем наблюдал один неутомимый Шульц. На станциях мы наблюдали оба, и в этом нам помогал Ф. Р. Вардроппер».
Столь благоприятные условия плавания не очень радовали путешественников. Они собирались побороться со льдами, приобрести опыт настоящих арктических походов. Уже через две недели после начала пути, 13 августа, «Иоанн Кронштадтский» вошел в устье Енисея. Пройдя Дудинку и достигнув Енисейска, путешественники пересели на пароход «Лейтенант Малыгин». Связано это было с тем, что «Иоанн Кронштадтский» должен был свернуть в Ангару, а конечной точкой маршрута С. О. Макарова был Красноярск. На новом пароходе пришли туда 28 августа. Таким образом, все путешествие из Вардё до Красноярска продолжалось чуть меньше месяца. Пользуясь случаем, из Красноярска Макаров и Шульц поездом перебрались в Томск, откуда вновь на пароходе по Оби и Иртышу через Тобольск добрались до Тюмени. Только здесь, сев на поезд, они двинулись в Петербург. Экспедиция благополучно закончилась 19 сентября 1897 г.
На всем пути своего следования по Енисею, Оби и Иртышу в городах и даже сравнительно небольших населенных пунктах С. О. Макаров неизменно встречался с представителями местной администрации, купцами и промышленниками. Главной целью этих встреч было стремление выяснить, в какой мере сибиряки нуждаются в создании надежного Северного морского пути. Он получал поддержку везде, где только заговаривал на эту тему.
Вскоре после возвращения С. О. Макарова в столицу правительство оказалось буквально завалено челобитными от сибирских купцов с просьбой организовать ледокольный маршрут из Европы к Енисею через Северный Ледовитый океан. В результате, самым ярым сторонником Макарова стал сам С. Ю. Витте. Позже он даже писал:
«В 1897 г., а именно в конце этого года, был по моей инициативе заказан ледокол „Ермак“». 14 ноября 1897 года министр доложил царю об ассигновании трех миллионов рублей на строительство мощного ледокола. Николай II немедленно дал своё согласие. План Макарова был реализован лишь наполовину. Вместо двух однотипных ледоколов решено было строить только один. Первенец океанского ледокольного флота России — «Ермак» — будет построен уже на следующий год, а ещё через год С. О. Макаров, М. П. Васильев и К. Ф. Шульц совершат на нём своё главное арктическое путешествие.

## Судьба парохода
Позже пароход оказался на Байкале, где проработал десять лет. В 1907 г. вдова купца Немчинова продала судно двум ленским рыботорговцам, которые в расклепанном на две части виде переправили его по Малышовскому тракту на Лену, где плавал под новым названием «Север». Вновь перепроданный в 1912 г., перестроенный и переименованный в «Полярный», пароход сначала служил якутскому миллионеру П. Кушнареву, а в 1922 г. поступил во флотилию Красной Армии, в составе которой принял участие в установлении советской власти в Якутии.
В 1931 г. судно очередной раз переименовали в честь летчика О. А. Кальвица, погибшего в Якутии при выполнении важного задания. Пароход ходил в низовьях Лены и в бухте Тикси. Был списан в 1948 году, прослужив более 50 лет.